# Burhan Atak
Burhan Atak (27. ledna 1905, Istanbul, Turecko – 6. června 1987, Istanbul, Turecko) byl turecký fotbalový obránce a reprezentant. Ve své kariéře hrál pouze v tureckém klubu Galatasaray SK.

## Reprezentační kariéra
V A-týmu Turecka debutoval 12. 9. 1926 v přátelském utkáníve Lvově proti domácímu týmu Polska (prohra 1:6). Celkem odehrál v letech 1926–1932 za turecký národní tým 10 zápasů a vstřelil 1 gól.
Zúčastnil se Letních olympijských her 1928 v Nizozemsku.
Gól Burhana Ataka za A-mužstvo Turecka
| Gól | Datum       | Stadion                              | Soupeř   | Skóre | Výsledek | Soutěž          |
| --- | ----------- | ------------------------------------ | -------- | ----- | -------- | --------------- |
| 010 | 15. 4. 1928 | Stadionul Gloria-CFR, Arad, Rumunsko | Rumunsko | 03:2  | 4:2      | přátelský zápas |